# Jalaun (distrikt)
Jalaun (hindi: जालौन) er et distrikt i den indiske delstat Uttar Pradesh. Distriktets hovedstad er Orai.

## Demografi
Ved folketællingen i 2011 var der 1,670,718 indbyggere i distriktet, mod 1,454,452 i 2001. Den urbane befolkningen udgør 25,06 % af befolkningen.
Børn i alderen 0 til 6 år udgjorde 13,13 % i 2011 mod 16,66 % i 2001. Antallet af piger i den alder per tusinde drenge er 889 i 2011.